# Ainsdale
Ainsdale – wieś w Anglii, w hrabstwie ceremonialnym Merseyside, w dystrykcie metropolitalnym Sefton. Leży 23 km na północ od centrum Liverpool i 305 km na północny zachód od Londynu. W 2001 miejscowość liczyła 12 723 mieszkańców.